# 黄喉烟管鳚
黃喉煙管鳚（學名：Chaenopsis alepidote），為輻鰭魚綱鳚形目煙管鳚科煙管鳚屬的一種，分布於東太平洋美國加利福尼亞州南部至墨西哥加利福尼亞灣海域，深度1至11公尺，本魚體細長，頭長，頭上沒有捲鬚，吻部長而尖，下頜尖端突出，前3個下顎孔間距相等，上顎前部有幾顆牙齒，背鰭硬棘18-20枚、背鰭軟條34-36枚、臀鰭硬棘2枚、臀鰭軟條34-37枚、胸鰭鰭條12-13枚，尾鰭圓形，與背鰭、臀鰭相連，體淡綠色，沿身體中部有一排縱向的白色斑點，背鰭基部有一排白色斑點，體側通常有8-10條深棕色至綠色的條紋，雄魚背鰭黑色，腹部藍灰色，身體上有藍灰色斑點，下巴和喉嚨呈黑色，嘴後部至鰓處有一條橙色條紋，體長可達15公分，棲息在沙底質海域，通常躲在蠕蟲空巢穴，雌魚產附著性卵，由雄魚守護魚卵，生活習性不明，可做為觀賞魚。